# ماکسیم بلانچارد
ماکسیم بلانچارد (انگلیسی: Maxime Blanchard؛ زادهٔ ۲۷ سپتامبر ۱۹۸۶) بازیکن فوتبال اهل فرانسه است.
از باشگاه‌هایی که در آن بازی کرده‌است می‌توان به باشگاه فوتبال پلیموث آرگیل، باشگاه فوتبال ترانمره راورز، و باشگاه فوتبال شامروک روورز اشاره کرد.